# Daily Worker

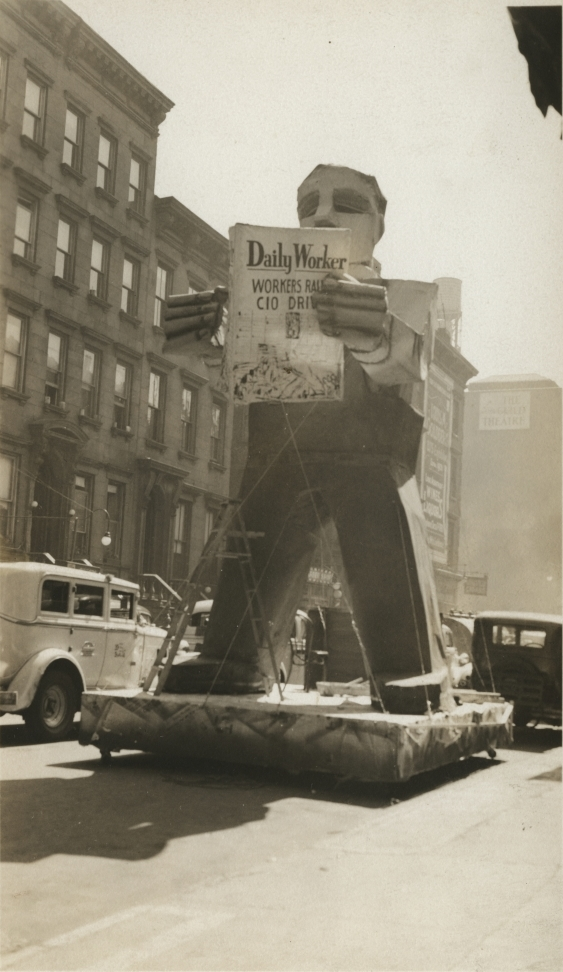
Wagen einer Mai-Parade mit einer Arbeiter-Figur, die den „Daily Worker“ liest

Der Daily Worker war eine Tageszeitung, die von der Kommunistischen Partei der USA (CPUSA) von 1924 bis 1956 in New York herausgegeben wurde. Sie stellte zumeist die Meinung der Partei dar, versuchte jedoch auch hin und wieder, sich einem weiteren linken Diskurs zu öffnen. In ihren besten Zeiten erreichte sie eine Auflage von 35.000 Exemplaren.
Seit 1930 gab die Communist Party of Great Britain ebenfalls eine Tageszeitung mit dem Titel Daily Worker heraus, welche 1966 in Morning Star umbenannt wurde.

## Geschichte

### Die 1930er Jahre
Zur Zeit der Popular Front in den 1930er Jahren, als die CPUSA verkündete, dass der „Kommunismus der Amerikanismus des 20. Jahrhunderts“ werden würde und sich selbst in die Tradition Washingtons und Lincolns stellte, verbreiterte die Zeitung ihr Spektrum auf Kunst und Unterhaltung. 1935 kam unter der Redaktion von Lester Rodney eine Sportseite hinzu. Hier wurde die Sportbegeisterung mit Sozialkritik verbunden – so wurde häufig eine Desegregation (Aufhebung der Trennung zwischen Schwarz und Weiß) des Profisports verlangt.

### Der McCarthyismus
Der Daily Worker hatte immer wiederkehrende Schwierigkeiten mit der Finanzierung und dem Vertrieb. Viele Kioske weigerten sich, die Zeitung zu verkaufen. Der scharfe Antikommunismus der 1950er Jahre unter dem Senator Joseph McCarthy verstärkte diese Probleme noch.
Als Reaktion auf den Stalinismus und aus Angst vor Verfolgung durch die einheimische Behörde HUAC (Komitee für unamerikanische Tätigkeiten) war die Mitgliedschaft in der CPUSA 1956 auf 20.000 gesunken.

### Der Ungarnaufstand
Das endgültige Aus des Blattes kam mit der Wertung des Ungarnaufstandes im Jahr 1956. Zuerst wurde die ungarische Revolution befürwortet. Der Herausgeber John Gates öffnete das Blatt für Diskussionen. Dass das Blatt letztlich auf Druck der Parteispitze jedoch die Niederschlagung des Aufstandes durch sowjetische Truppen billigte, führte zu einer Spaltung in der CPUSA, in der es starke Meinungsverschiedenheiten über die Bewertung des sowjetischen Einmarsches gab. Etwa die Hälfte der Mitglieder verließ in diesem Zusammenhang die Partei, darunter Gates und viele Mitarbeiter der Zeitung.
Die Partei überlebte die Spaltung, die Zeitung wurde aber am 13. Januar 1958 eingestellt. Als Grund dafür wird auch angegeben, dass damit die vergleichsweise liberale Auffassung des Herausgebers Gates, der Chruschtschows Kritik am Stalinismus befürwortete, somit keine weitere Verbreitung fand.

## Bekannte Mitarbeiter
- Edith Anderson
- Whittaker Chambers
- Theodore Dreiser
- Howard Fast
- Mike Gold
- Woody Guthrie
- Claudia Jones
- Samuel Putnam
- Edwin Rolfe
- Richard Wright

## Nachfolger
- 1958 bis 1968 The Worker (Wochenzeitung), zudem von 1961 bis 1968 auch eine Dienstagausgabe namens The Midweek Worker
- 1968 bis 1987 The Daily World (Tageszeitung)
- 1987 bis 1991 People’s Daily World (Tageszeitung)
- 1991 bis 2009 People’s Weekly World (Wochenzeitung)
- seit 2009 People’s World (Onlineportal)